# In Your Eyes (песня Инны)
«In Your Eyes» (с англ. — «В твоих глазах») — песня румынской дэнс-поп певицы Инны. Трек был написан и спродюсирован Steve Mac и написан Ina Wroldsen и был выпущен как третий международный сингл из третьего студийного альбома Инны Party Never Ends. Сингловая версия песни была записана при участии пуэрто-риканского рэпера Yandel. Музыкальное видео на сингл было выпущено на YouTube 16 октября 2013 года в день рождения певицы.

## Описание
«In Your Eyes» — это открывающий трек из третьего студийного альбома Инны Party Never Ends, выпущенного на цифровых носителях 25 марта 2013 года. Песня была написана британским композитором и продюсером Steve Mac, который ранее работал с такими звёздами, как Ронан Китинг, Леона Льюис, Келли Кларксон, Westlife и Кейт Уинслет. Слова песни были написаны норвежским композитором Ina Wroldsen, которая писала песни для таких звёзд, как Бритни Спирс, Pussycat Dolls, The Wanted и James Arthur. В интервью для Ruta Latina в августе 2013 года в Барселоне Инна подтвердила, что In Your Eyes станет третьим синглом из её последнего лонгплея после международных хитов More Than Friends и Be My Lover, не сообщив о том, что сингловая версия песни была записана при участии приглашённого артиста. Вместе с премьерой музыкального видео в октябре 2013 года было сообщено, что Yandel, более известный как участник дуэта Wisin & Yandel, выступает в качестве приглашённого артиста в песне.

## Музыкальное видео
Музыкальное видео In Your Eyes было отснято в конце августа 2013 года. Режиссёром видео выступил писатель, дизайнер и фотограф Barna Némethi. Первый тизер на видео был выложен на официальном канале Инны на YouTube 2 октября 2013 года, а второй — 11 октября. Премьера полного музыкального видео состоялась 16 октября 2013 года (27-й день рождения Инны). Неожиданностью для фанатов стало сотрудничество Инны с пуэрто-риканским рэпером Yandel.

## Коммерческий успех
In Your Eyes попал на 44-ю строчку чарта Румынии Romanian Top 100, а также попал в чарты Польши (Dance Top 50) и Турции (Turkish Singles Chart). В частности, In Your Eyes попал в ротацию российского чарта TopHit. Наибольший успех синглу сопутствовал в Турции, где он продержался больше двух дней на #1 в чарте iTunes.

## Трек-лист и формат
In Your Eyes (Digital Download)
1. In Your Eyes (Original Mix) 2:45

In Your Eyes (Digital Download — Single)
1. In Your Eyes (featuring Yandel) 3:15

## Чарты
| Чарт (2013—2014)                | Пик позиция |
| ------------------------------- | ----------- |
| Аргентина (CAPIF)               | 9*          |
| Испания (PROMUSICAE)            | 32          |
| Польша (Dance Top 50)           | 23          |
| Россия (Top Hit Weekly General) | 155         |
| Румыния (Romanian Top 100)      | 19          |
| Турция (Turkish Singles Chart)  | 8           |
| Чили (Chile Top 100)            | 15          |

- Сольная версия песни In Your Eyes попала на 12 место чарта

## История релиза
| Регион  | Дата            | Формат                          | Лейбл               |
| ------- | --------------- | ------------------------------- | ------------------- |
| Румыния | Сентябрь 2013   | мейнстрим                       | Roton Romania       |
| Россия  | 17 декабря 2013 | мейнстрим, цифровая дистрибуция | Warner Music Russia |